# Слупно (Воломінський повіт)
Слупно (пол. Słupno) — село в Польщі, у гміні Радзимін Воломінського повіту Мазовецького воєводства.
Населення — 2688 осіб (2011).
У 1975-1998 роках село належало до Варшавського воєводства.

## Демографія
Демографічна структура станом на 31 березня 2011 року:
|          | Загалом | Допрацездатний вік | Працездатний вік | Постпрацездатний вік |
| -------- | ------- | ------------------ | ---------------- | -------------------- |
| Чоловіки | 1310    | 357                | 894              | 59                   |
| Жінки    | 1378    | 327                | 872              | 179                  |
| Разом    | 2688    | 684                | 1766             | 238                  |